# Cephonodes picus
Cephonodes picus là một loài bướm đêm thuộc họ Sphingidae. Nó được tìm thấy ở hầu hết khu vực nhiệt đới cựu thế giới, bao gồm Ấn Độ, quần đảo Cocos-Keeling, Maldives, Papua New Guinea, Philippines, quần đảo Eo biển Torres, Brunei và quần đảo Chagos.
Sải cánh dài khoảng 50 mm. Cánh có viền mờ đục hẹp đều. Bụng màu nâu với dải sậm ngang một phần bụng và một vệt sậm trên lưng của phần bụng liền kề.
Ấu trùng ăn Jasminum, Adina, Coffea, Gardenia, Guettarda, Morinda, Pavetta, Randia, Tarema và Nephelium. Chúng có màu xanh lá với một đường trên lưng màu trắng pha xanh lơ nhạt và các đường cạnh bụng màu trắng.

## Hình ảnh

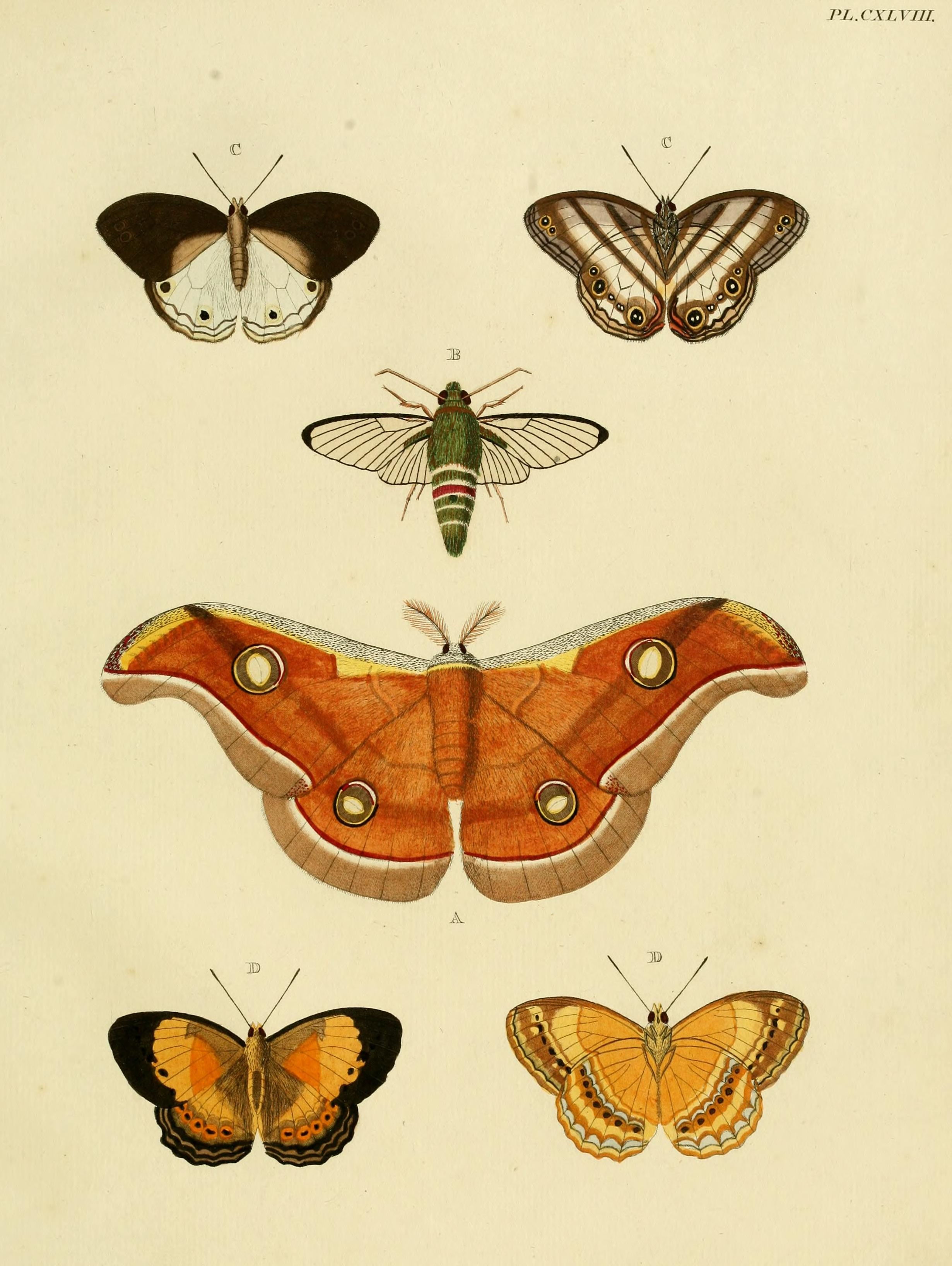